# Seu de l'Editorial Salvat
La Seu de l'Editorial Salvat és un edifici situat al carrer de Mallorca, 47-49 de Barcelona, catalogat com a bé amb elements d'interès (categoria C).

## Història
Va ser projectat pel 1912 per l'arquitecte i propietari de l'editorial Pau Salvat i Espasa. L'any 1916 es finalitzaren les obres i va guanyar el concurs d'edificis artístics de l'Ajuntament de Barcelona, fet destacat per una placa de bronze situada a la façana.
L'any 1962, els arquitectes Subias, Giráldez y López Iñigo, hi van projectar una ampliació i reforma duta a terme l'any 1967 amb la sol·licitud de llicència, concedida el mateix any.

## Descripció
Es tractava d'una edificació industrial de gran extensió, de la qual només resta dempeus l'estreta part davantera del carrer de Mallorca.
La part de l'edifici original que es conserva, de planta rectangular, té semisoterrani, planta baixa i pis, cobert per un terrat pla transitable tancat per un coronament esglaonat i una barana de ferro forjat.
La façana s'articula en tres cossos diferenciats i respon a un eix axial situat a l'accés principal central. El cos central presenta el portal central emmarcat per un arc angular. A la part superior destaca la presència d'una gran obertura ogival dividida en una finestra triforada i un gran finestral. En el lloc més preeminent d'aquesta obertura s'ubica un escut amb l'inicial de l'editorial situada sobre una roda dentada. Aquesta obertura serveix de punt d'il·luminació a l'interior. El cos central té un coronament esglaonat més alt i és el que dona la forma característica de la façana.
El parament es presenta llis i recobert per estuc, excepte al sòcol de pedra de la planta baixa i els emmarcaments de les obertures, on es combina la pedra i el maó vist, donant-li una traça goticitzant. També hi ha alguns tocs de color en forma de trencadís. En conjunt es presenten a l'edifici uns elements formals propis d'un modernisme senzill.